# People Band
Die People Band war ein britisches Ensemble der Neuen Improvisationsmusik, das zunächst zwischen 1966 und 1972 bestand und die Instrumentierung einer Rockband aufwies. 1988 wurde die Formation, deren ästhetische Funktion angeblich darin bestanden hat, die Unterschiede zwischen den Vortragenden und ihrem Auditorium zu verwischen, wiederbelebt.

## Geschichte
Die Formation entstand aus dem seit 1960 bestehenden Terry Holman Trio, zu dem neben dem Kontrabassisten der Schlagzeuger Terry Day und der Pianist Russell Hardy gehörten. Sie nannte sich zunächst Continuous Music Ensemble, bevor sie um 1967 den heutigen Namen erhielt. Zusätzlich zur Musik wurde bis 1970 häufig die People Show aufgeführt, die Elemente von Theater, Lesungen und Skulpturen mit der Musik enthielt. Die Band spielte einmal auf dem Anarchists Annual Ball, wurde dort aber bald unterbrochen, weil ihr Spiel für die Anarchisten zu anarchisch war.
1968 kam es zu einer durch Charlie Watts vermittelten Schallplattenaufnahme; in seiner Biographie wird behauptet, dass er auf dem Album mitspiele. Da das Label Transatlantic die 1970 erschienene Platte nicht angemessen vermarkten konnte, wurde sie bald verramscht. Die Band trat bereits seit 1967 jährlich in den Niederlanden auf, wo sie anders als in Großbritannien gut bezahlt wurde; auf der späteren CD 69/70 findet sich ein Mitschnitt aus dem Paradiso in Amsterdam, der 1970 entstand.
Bei einer Aufführung von Musica Elettronica Viva 1969 in der Queen Elizabeth Hall beteiligte sich die Formation an deren Stück Sound Pool: Innerhalb von 15 Minuten war ein Großteil des Publikums derart am Tanzen und Singen, dass es das Hallenmanagement mit der Angst bekam und Polizei und Feuerwehr alarmierte, die die Aufführung beendeten.
Auch Cornelius Cardew arbeitete zu Beginn der 1970er Jahre gelegentlich mit der People Band, bevor die Band sich auflöste. Ein Teil der Musiker war dann bei Kilburn and the High Roads. Gelegentlich spielte die Gruppe Ende der 1970er Jahre. Für den Film Stormy Monday von Mike Figgis, der bereits seit 1968 in der Formation spielte, hat dieser die Gruppe wiederbelebt; zehn der früheren Musiker bilden seither den Kern der People Band, die aber keine neuen Aufnahmen auf Tonträger vorgelegt hat.

## Diskographie
- People Band (mit Mel Davis, Terry Day, Terry Holman, George Khan, Frank Flowers, Tony Edwards, Mike Figgis, Eddie Edam, Russell Hardy, Lyn Dobson; Transatlantic/Emanem 1968)
- People Band 69/70 (mit Charlie Hart, Terry Day, George Khan, Butch Potter, Mel Davis, Iain Jacobs, Paul Jolly, Davey Payne, Mike Figgis, Albert Kovitz u. a.; Emanem 1969–70)